# David Constantin
David Constantin (Mauritius, 26 luglio 1974) è un regista mauriziano.

## Biografia
Dopo essersi laureato in Informazione e Comunicazione, frequenta l'ESAV (Scuola superiore dell'audiovisivo) di Tolosa. Nel 1998 realizza il suo primo cortometraggio e dal 2001 si cimenta nel film documentario. Oltre all'attività di regista, David Constantin ha anche creato un laboratorio di ricerca sull'audiovisivo all'interno del Centro culturale Charles Baudelaire, dove tiene corsi d'introduzione all'analisi dell'immagine per insegnanti.
Il suo primo lavoro è il cortometraggio Néons, del 1998; del 2010 è il cortometraggio Made in Mauritius, presentato alla 21ª edizione del Festival del Cinema Africano, d'Asia e America Latina di Milano.

## Filmografia
- Néons - cortometraggio (1998)
- Le réveillon de Monsieur André - cortometraggio (2000)
- L'Ami Constant - documentario (2001)
- Colas - cortometraggio (2002)
- Diego l'interdite, - documentario 2002)
- Made in Mauritius - cortometraggio (2010)
- Lonbraz Kann (2014)